# Pitcairnia densiflora
Pitcairnia densiflora är en gräsväxtart som beskrevs av Adolphe-Théodore Brongniart och Lem.. Pitcairnia densiflora ingår i släktet Pitcairnia och familjen Bromeliaceae. Inga underarter finns listade i Catalogue of Life.